# Collapse into Now
Collapse into Now és el quinzè i darrer àlbum d'estudi de la banda estatunidenca de rock alternatiu R.E.M., publicat el 7 de març de 2011 per Warner Bros. Records i amb la producció de Jacknife Lee. Amb aquest treball van posar punt final a la seva carrera com a banda i el contingut de les lletres ja feia entreveure que tenien planejada la separació Degut a la separació, la banda ja no va tocar en directe cap de les cançons d'aquest àlbum.

## Producció
Durant la gira de promoció de l'àlbum Accelerate (2008), els membres de la banda van començar a discutir la possibilitat de finalitzar el projecte musical de R.E.M. perquè consideraven la ja havia donat de si tot el que podia donar. Per motius contractuals amb la Warner Bros. Records, encara havien de fer un nou treball d'estudi, i van decidir tornar a l'estudi per última vegada i acabar de la millor manera possible la seva trajectòria. Com en l'anterior àlbum, van tornar a comptar amb Jacknife Lee per la producció. Van començar a treballar en aquest àlbum sense tenir clar com acabaria el procés d'enregistrament i ni tampoc, si farien la gira posterior. La decisió final de separació es va prendre quan Michael Stipe va indicar a la resta de membres que necessitava un llarg descans de la banda, i Peter Buck va suggerir que ho deixessin per sempre per tal de no posar-se una data.
L'enregistrament es va realitzar en quatre ciutats: Berlín, Nashville, Nova Orleans i Portland. Un cop van tenir clar que aquest seria el seu darrer treball conjuntament, van intentar gaudir el màxim possible d'aquest procés, tot i que tampoc es consideraven unes persones molt sentimentals com per viure moments molt punyents durant aquests dies. Van intentar oferir més varietat en les creacions i sense posar-se límits a cap tipus de cançó en concret, de manera que les cançons van ser més personals i molt menys polítiques. Van comptar amb les col·laboracions de Patti Smith, Eddie Vedder de Pearl Jam, Peaches, Lenny Kaye i Joel Gibb.
Per a la promoció de l'àlbum van realitzar un videoclip per cada una de les cançons i van comptar amb els directors James Franco, Sam Taylor-Wood, Jim Herbert, i el propi Michael Stipe. Van decidir realitzar aquesta acció perquè no tenien intenció de fer cap gira promocional, en l'última dècada havien estat molts mesos de gira arreu del món i no tenien il·lusió per tornar-hi, i durant aquests anys havien arribat a la conclusió que les gires no afectaven positivament a l'increment de vendes.
Oficialment van declarar la dissolució de R.E.M. el setembre de 2011, sis mesos després de la publicació de l'àlbum.

## Llista de cançons
Totes les cançons foren escrites i compostes per Peter Buck, Mike Mills i Michael Stipe, excepte les indicades. 
| 1. | «Discoverer»                |                                     | 3:31 |
| 2. | «All the Best»              |                                     | 2:38 |
| 3. | «Überlin»                   |                                     | 4:15 |
| 4. | «Oh My Heart»               | Buck, Mills, Stipe, Scott McCaughey | 3:21 |
| 5. | «It Happened Today»         |                                     | 3:49 |
| 6. | «Every Day Is Yours to Win» |                                     | 3:26 |

| 7.            | «Mine Smell Like Honey»                  |                                 | 3:13  |
| 8.            | «Walk It Back»                           |                                 | 3:24  |
| 9.            | «Alligator_Aviator_Autopilot_Antimatter» |                                 | 2:45  |
| 10.           | «That Someone Is You»                    |                                 | 1:44  |
| 11.           | «Me, Marlon Brando, Marlon Brando and I» |                                 | 3:03  |
| 12.           | «Blue»                                   | Buck, Mills, Stipe, Patti Smith | 5:46  |
| Durada total: | Durada total:                            | Durada total:                   | 40:55 |

| 13. | «Discoverer» (directe)  | 3:31 |
| 14. | «Oh My Heart» (directe) | 3:28 |

| 15. | «Alligator_Aviator_Autopilot_Antimatter» (directe) | 2:44 |

## Posició en llistes
| Llista (2011) | Posició | Certificacions |
| ------------- | ------- | -------------- |
| Alemanya      | 1       |                |
| Austràlia     | 15      |                |
| Canadà        | 6       |                |
| Estats Units  | 5       |                |
| Espanya       | 3       |                |
| França        | 31      |                |
| Itàlia        | 6       | 1x Or          |
| Japó          | 33      |                |
| Regne Unit    | 5       | 1x Plata       |

## Crèdits
| R.E.M. - Peter Buck – guitarra, baix, mandolina, producció - Mike Mills – baix, guitarra, veus addicionals, teclats, producció - Michael Stipe – cantant, producció, packaging Tècnics - Sam Bell – enginyeria i mescles d'enginyeria - Chris Bilheimer – packaging - Anton Corbijn – fotografia - Stephen Marcussen – masterització - Tom McFall – enginyeria | Músics addicionals - Shamarr Allen – trompeta - Greg Hicks – trombó - Craig Klein – trombó - Mark Mullins – trombó, arranjaments de vent - Joel Gibb – cantant - Lenny Kaye – guitarra - Jacknife Lee – producció, mescles, teclats, guitarra - Leroy Jones – trompeta - Kirk M. Joseph, Sr. – sousàfon - Scott McCaughey – guitarra, teclats, veus addicionals, acordió - Peaches – cantant - Bill Rieflin – bateria, buzuki, teclats, guitarra - Patti Smith – cantant - Eddie Vedder – cantant |